# Хільдеберт III
Хільдеберт III Справедливий (фр. Childebert le Juste, 670/683 — 23 квітня 711, Сент-Етьєн) — король франків, який правив в 695—711 роках. Син Теодоріха III та Клотильди (Дори).

## Біографія
Ставленик палатного мера Піпіна Герістальського. Та в той же час судові рішення він приймав за власним бажанням, навіть проти клану Арнульфінгів. Його прізвисько немає жодного підтвердження, окрім цих судових рішень. В Книзі історії франків він названий «відомим чоловіком» і «просто королем, Хільдебертом, славним мілордом з хорошою пам'яттю».
У нього був син Дагоберт, який наслідував його престол під ім'ям Дагоберта III. Його дружиною була не Едонне, як пізніше вважалося. Є імовірність, що Хлотар IV був також його сином. Майже все своє життя він провів в королівській віллі на Уазі.
Хільдеберт III помер 23 квітня 711 року у Сент-Етьєні, Луара, Франція. Похований в церкві Святого Стефана в Шуазі-о-Бак поблизу Комп'єна.
Після його смерті південна Галлія отримала певну самостійність: єпископ Саварі правив в Бургундії; герцог Едо Великий — в Аквітанії та Антенор в Провансі.